# Gay Liberation Front
Le Gay Liberation Front (littéralement, « Front de libération homosexuelle », abrégé en GLF) est le nom dans les années 1970, de plusieurs groupes anglosaxons militant pour la libération homosexuelle ; le premier d'entre eux fut fondé en 1969 à New York par Craig Rodwell et Brenda Howard, immédiatement après les émeutes de Stonewall, durant lesquels des heurts violents opposèrent policiers et manifestants gays.

## États-Unis

### Gay Liberation Front
Les activistes du GLF militaient pour une libération sexuelle totale, considérant l'hétérosexualité comme le vestige d'une inhibition culturelle et estimant que le changement ne viendrait que par un démantèlement et une reconstruction des institutions sociales sans rôles sexuels définis. Dans ce but, le GLF voulait faire évoluer l'idée de la famille et de la société traditionnelle, basées sur la filiation biologique, et la rendre plus semblable à une vague affiliation des membres sans base biologiques. Des membres éminents du GLF se sont également attaqués aux autres inégalités sociales entre les années 1969-1972 comme le militarisme, le racisme et le sexisme, mais en raison de rivalités internes, le GLF a officiellement cessé ses activités en 1972.

### Histoire du GLF: les émeutes de Stonewall
Les émeutes de Stonewall sont considérés par beaucoup comme le catalyseur de l'organisation du GLF et d'autres mouvements gays et lesbiens. Ces émeutes sont également à l'origine des revendications pour les Droits LGBT dans le monde [citation nécessaire]. Le 28 juin 1969 à Greenwich Village, New York, un bar gay a connu une perquisition de routine par la police de New York. Le Stonewall Inn était un établissement LGBT bien connu situé sur rue Christopher dans deux anciennes écuries réunies en 1930, qui faisait l'objet d'innombrables descentes depuis que les activités LGBT étaient dans l'ensemble illégales. Mais cette fois, lorsque la police est arrivée, les clients ont commencé à leur jeter des pièces de monnaie, et plus tard, des bouteilles et des pierres. La foule a également libéré les membres du personnel qui avaient été arrêtés par des fourgons de police. Les officiers en infériorité numérique ont été obligés de s'abriter à l'intérieur du bar. Bientôt, la Force de patrouille tactique (TPF), à l'origine formée pour faire face aux protestations de guerre, a été appelée pour contrôler la foule, qui utilisait à ce moment des parcomètres comme bélier. À mesure que la patrouille avançait, la foule ne se dispersait pas, mais a fait demi-tour et s'est reformée derrière la police anti-émeute, jetant des pierres et criant « Gay Power ! », en dansant et raillant leurs opposants. Les nuits suivantes, la foule reviendrait en nombre toujours croissant, distribuant des tracts et se relayant. Au début de juillet, des discussions au sein de la communauté gay ont entraînées la formation du Gay Liberation Front. Bientôt, le mot « Stonewall » est devenu le symbole des combats pour l'égalité dans la communauté gay.
L'une des premières actions du GLF fut l'organisation d'une marche en réponse à Stonewall, et pour demander la fin de la persécution des homosexuels. Le combat politique du GLF est large et dépasse la discrimination envers les homosexuels, puisqu'il dénonce le racisme et apporte son soutien aux Black Panters et aux diverses luttes d'émancipation dans le Tiers monde. Le GLF est anti-capitaliste, et remet en cause la structure du modèle familial et les rôles traditionnels des sexes. Certaines membres féminins du GLF, telle que Martha Shelley, continueront le combat en formant les Lavender Menace.

## Royaume-Uni
Au Royaume-Uni le GLF a tenu sa première réunion dans les sous-sol de la London School of Economics le 13 octobre 1970. Spectateurs des effets du GLF aux États-Unis, Bob Mellors (en) et Aubrey Walter ont créé un mouvement parallèle basé sur une politique révolutionnaire et style de vie alternatif.

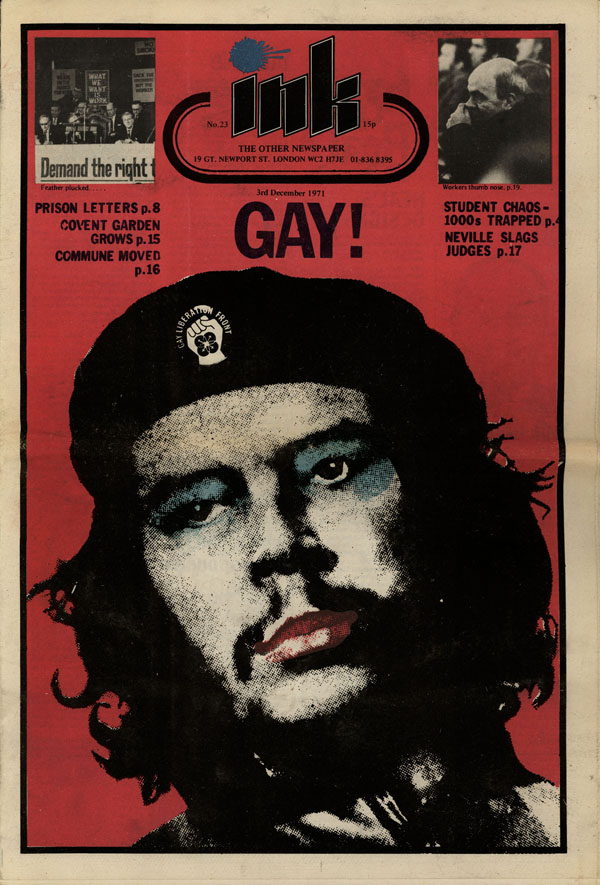
1971 Version GLF de la couverture de Ink magazine, Londres.

En 1971, le GLF anglais a été reconnu comme un mouvement politique dans la presse nationale, organisant des réunions hebdomadaires de 200 à 300 personnes. Le Manifeste GLF a été publié, et une série d'actions directes de grande envergure ont été réalisées, comme l'interruption du lancement de la campagne de moralité basée sur l'Église, Festival of Light.

« Nous n'avons pas l'intention de demander quoi que ce soit. Nous avons l'intention de rester ferme et de faire valoir nos droits fondamentaux. Si cela implique de la violence, ce ne sera pas nous qui l'initierons, mais ceux qui tentent de se dresser sur notre chemin vers la liberté. »

— GLF Manifesto, 1971
La perturbation de l'ouverture de la Fête des Lumières en 1971 (mouvement chrétien opposé à la permissivité montante de la société) a été l'action la mieux organisée par le GLF anglais. La Fête des Lumières était organisée par Mary Whitehouse au Westminster Central Hall, ainsi que Cliff Richard et Malcolm Muggeridge. Des groupes du GLF déguisés en femmes envahirent les lieux et s'embrassèrent spontanément tandis que d'autres libéraient des souris, sonnaient à la corne de brume et dévoilaient des bannières. Un groupe d'hommes habillés en ouvriers a même obtenu l'accès au sous-sol et a éteint les lumières
La conférence annuelle du Gay Lib s'est tenue à Pâques 1972 à la Guilde des étudiants de premier cycle (syndicat des étudiants) à l'Université de Birmingham 
Au cours de l'année 1974, des désaccords internes ont mené à l'éclatement du mouvement. Des branches du GLF avaient été mises en place dans certaines villes britanniques (Bristol, Leeds, Bradford, Leicester) et certaines ont survécu quelques années de plus. Le groupe de Leicester fondé par Jeff Martin a été remarqué pour son implication dans la mise en place de la 'Gayline' locale toujours active aujourd'hui. Ils ont également mené une campagne de haut niveau contre le journal local, 'Leicester Mercury', qui a refusé de publier des annonces pour les services de Gayline à l'époque (Gay News 1978 No135; Peace News 13 janvier 1978).
Les documents du GLF font partie des Hall-Carpenter Archives à la London School of Economics.
Plusieurs membres du GLF dont Peter Tatchell ont continué à militer au-delà des années 1970 sous la bannière de OutRage! qui existe encore aujourd'hui, en utilisant des tactiques similaires tels que les 'zaps' et les protestations sous forme des performances pour attirer les médias et la controverse. C'est à ce moment qu'est apparue une fracture au sein du mouvement activiste gay en raison de différences idéologiques, après laquelle un certain nombre de groupes comme Organisation for Lesbian and Gay Action (OLGA), Stonewall (qui se concentre sur le lobbying), le Lesbian Avengers et OutRage! ont coexisté.

## Canada
Au Canada, le premier groupe s'identifiant au Gay Liberation Front, le Vancouver Gay Liberation Front, fut créé en novembre 1970 à Vancouver.
Au Québec, le Front de libération homosexuelle (FLH) fut créé à Montréal en mars 1971 à la suite d'un appel à s'organiser localement lancé par la publication Mainmise. Le groupe cesse ses activités en 1972, à la suite de l'arrestation d'une quarantaine de ses membres pour avoir vendu de alcool sans licence à un de leurs événements.

### Biographie
- (en) William J. Canfield, « We Raise our Voices », Gay & Lesbian Pride & Politics
- (en) N. A. Diaman, « Gay Liberation Front » [archive du 11 juin 2007], 1995
- (en) Terence Kissack, Freaking Fag Revolutionaries : New York’s Gay Liberation Front, Radical History Review 62, 1995.
- (en) Ian Lucas, OutRage! : an oral history, Cassell, 1998, 244 p. (ISBN 978-0-304-33358-5)
- (en) Lisa Power, No Bath But Plenty Of Bubbles : An Oral History Of The Gay Liberation Front 1970-7, Cassell, 1995, 340 p. (ISBN 0-304-33205-4).
- (en) Aubrey Walter, Come together : the years of gay liberation (1970-73), Gay Men's Press (en), 1980, 218 p. (ISBN 0-907040-04-7).
- (en) Lionel Wright, « The Stonewall Riots – 1969 », Socialism Today #40, 1999.